# Brachythecium praelongum
Brachythecium praelongum là một loài Rêu trong họ Brachytheciaceae. Loài này được Schimp. ex Müll. Hal. mô tả khoa học đầu tiên năm 1897.